# Frank Kane
Frank Kane (* 19. Juli 1912 in Brooklyn, USA; † 29. November 1968 in Manhasset, New York) war ein US-amerikanischer Werbefachmann und ist der Autor von zahlreichen Kurzgeschichten, Kriminalromanen, Radiosendungen, Filmen und Fernsehspielen.

## Leben
Kane besuchte die St. John's Law School. Er arbeitete als Kolumnist für The New York Press, als Schriftleiter für die New York Trade Newspapers Corporation, für das New York Journal of Commerce sowie in Public Relations, insbesondere als Fürsprecher der Alkoholindustrie. Nach dem Zweiten Weltkrieg war er freier Schriftsteller, später beim Radio, bei dem er Filmstars vorstellte, und beim Fernsehen.
Kane schrieb für die Produktionen The Shadow, Gang Busters, Counter Spy, The Fat Man, Casey, Crime Photographer, Mr. Keen, Tracer of Lost Persons, The Lawless Twenties, Nick Carter, Master Detective und für die Dokumentation über die Küstenwache You Have To Go Out. Er schuf Call the Police für Lever Brothers und Claim Agent für NBC. In den 40er bis 60er Jahren schrieb er an die 40 Romane (zum größten Teil um den Charakter Johnny Liddell). Außerdem hat er für Krimi-Magazine wie Manhunt, The Saint Detective Magazine, Private Eye, Pursuit zahlreiche Kurzgeschichten geschrieben.
Zuletzt war er viel in Hollywood, wo er Fernsehspiele u. a. für die Shows Special Agent 7 und The Investigators schrieb.
1960 ist sein Roman Key Witness als Spielfilm gedreht worden.

## Werke

### Romane um Johnny Liddell
- About Face. 1947  (spätere Titel: Death About Face, The Fatal Foursome)
  - Deutsch: Ein Toter zuviel. Lehning Verlag, Hannover 1958 (übersetzt von Helmut und Ruth Lundberg)
- Green Light for Death. 1949.
  - Deutsch: Grünes Licht für den Tod. Lehning Verlag, Hannover 1955 (übersetzt von Helmut und Ruth Lundberg)
- Slay Ride. 1950.
  - Deutsch: Blutige Juwelen. Pabel Verlag, Rastatt 1964.
- Bullet Proof. 1951.
  - Deutsch: Das eiskalte Spiel. Desch, München 1970 (übersetzt von Guy Montag)
- Dead Weight. 1951.
- Bare Trap. 1952.
- Poisons Unknown. 1953.
  - deutsch: Unheimliches Gift. Lehning Verlag, Hannover 1955 (übersetzt von Helmut und Ruth Lundberg)
- Grave Danger. 1954.
  - Deutsch: Das Verbrechersyndikat. Rekord Verlag, Viersen 1956 (übersetzt von Wolf und Ines Iversen)
- Red Hot Ice. 1955.
  - Deutsch: Johnny und die Diva. Desch, München 1969 (übersetzt von Alfred Dunkel)
- A Real Gone Guy. 1956.
- The Living End. 1957.
- Trigger Mortis. 1958.
  - Deutsch: Redaktion des Teufels. Constantin Verlag, Karlsruhe 1960.
- A Short Bier. 1960.
  - Deutsch: Johnny Liddells neuester Fall. Rheinischer Buchvertrieb, Rastatt 1961.
- Time To Prey. 1960.
- Due Or Die. 1961.
  - Deutsch: Wer nicht zahlt, muss sterben. Desch, München 1964 (übersetzt von Rosemarie und Georg Kahn-Ackermann)
- The Mourning After. 1961.
  - Deutsch: Der letzte Beweis. Desch, München 1964 (übersetzt von Egon Lothar Wensk)
- Dead Rite. 1962.
  - Deutsch: In den Ketten des Syndikats. Desch, München 1964 (übersetzt von Walter Kolbenhoff)
- Crime Of Their Life. 1962.
- Ring-a-Ding-Ding. 1963.
  - Deutsch: Das letzte Lied. Desch, München 1965 (übersetzt von Klaus Brüning)
- Hearse Class Male. 1963.
  - Deutsch: Die Wunderdroge. Desch, München 1966 (übersetzt von Klaus Brüning)
- Johnny Come Lately. 1963.
- Barely Seen. 1964.
  - Deutsch: Kronzeuge der Anklage. Desch, München 1966 (übersetzt von Klaus Brüning)
- Final Curtain. 1964.
  - Deutsch: Der Vorhang fällt. Desch, München 1965 (übersetzt von Erika Nosbüsch)
- Fatal Undertaking. 1964.
  - Deutsch: Das Verhängnis. Desch. München 1965 (übersetzt von Erika Nosbüsch und Matthias Büttner)
- The Guilt Edged Frame. 1964.
  - Deutsch: Mord aus Eifersucht. Desch, München 1967 (übersetzt von Hans Heinz Werner)
- Esprit de Corpse. 1965.
  - Deutsch: Johnny und das Syndikat. Desch, München 1967 (übersetzt von Hans Heinz Werner)
- Two To Tangle. 1965.
  - Deutsch: Ein Toter kehrt zurück. Desch, München 1966 (übersetzt von Erika Norbüsch)
- Maid In Paris. 1966.
- Margin For Terror. 1967.
  - Deutsch: Tod in der ersten Runde. Desch, München 1968 (übersetzt von Nora Norden)

### Andere Romane
- Key Witness. 1956.
  - Deutsch: Terror in Haarlem. Pabel Verlag, Rastatt 1957 (übersetzt von Hans Blume)
- Syndicate Girl. 1958.
- Liz. 1958.
  - Deutsch: Das Mädchen Liz. Desch, München 1968 (übersetzt von Nora Norden)
- Juke Box King. 1959.
- The Line-Up. 1959 (Roman zur TV-Serie)
- Trial By Fear. 1959.
- The Flesh Peddlers. 1959 (unter dem Pseudonym Frank Boyd)
- Johnny Staccato. 1960 (Roman zur TV-Serie, unter dem Pseudonym Frank Boyd)
- The Conspirators. 1962.

### Reise
- Travel is for the Birds.

### Film
- Key Witness (Die Wölfe von Los Angeles, 1960)